# Parascaeas
Parascaeas é um gênero de traça pertencente à família Agonoxenidae.